# Aleksandra Jachtoma
Aleksandra Jachtoma (ur. 27 listopada 1932 w Barchaczowie) – artysta plastyk.

## Życiorys
Urodziła się w rodzinie chłopskiej jako jedno z pięciorga dzieci. W wieku 9 lat została sierotą. Ukończyła w czerwcu 1952 Liceum Pedagogiczne w Zamościu. Po maturze rozpoczęła pracę nauczycielki rysunku w szkole podstawowej w Lublinie. W rok później rozpoczęła studia na Wydziale Sztuk Pięknych Uniwersytetu Mikołaja Kopernika w Toruniu. W roku 1953 rozpoczęła studia na drugim roku krakowskiej Akademii Sztuk Pięknych, kontynuowała studia w 1956 na piątym roku warszawskiej Akademii Sztuk Pięknych u prof. Kazimierza Tomorowicza, kończąc w roku 1958 dyplomem z wyróżnieniem. We wrześniu 1957 uczestniczyła w wycieczce grupy studentów ASP do Włoch, Niemiec i Francji. Była członkinią założycielką powstałej w roku 1963 warszawskiej grupy artystycznej „Rekonesans”. W roku 1972 przebywała w Paryżu dzięki stypendium Ministerstwa Kultury i Sztuki. Otrzymała 1987 nagrodę Ministra Kultury i Sztuki za całokształt twórczości. Otrzymała też Nagrodę im. Cypriana Kamila Norwida a w roku 2003 Nagrodę im. Jana Cybisa Warszawskiego Okręgu ZPAP.
Uczestniczyła w wielu wystawach malarstwa, w tym w 30 wystawach indywidualnych.

## Odznaczenia
- Złoty Medal „Zasłużony Kulturze Gloria Artis” – 2025[1]